# Скотт, Рик
Ричард Линн (Рик) Скотт (англ. Richard Lynn "Rick" Scott; 1 декабря 1952, Блумингтон, Иллинойс, США) — американский политик, представляющий Республиканскую партию. Губернатор штата Флорида с 2011 по 2019 год. Сенатор США с 2019 года.

## Биография
Родился в Блумингтоне, Иллинойс. Выпускник Университета Миссури в Канзас-Сити, получил степень доктора юриспруденции в Южном методистском университете. 6 ноября 1978 года получил лицензию Техасской коллегии адвокатов.
В 1987 году, после службы в ВМС США и став партнером юридической фирмы, выступил соучредителем компании Columbia Hospital Corporation, затем объединившуюся с другой корпорацией, чтобы сформировать Columbia/Hospital Corporation of America, которая в конечном итоге стала крупнейшей в стране коммерческой компанией в области здравоохранения, извлекающей прибыль в медицинской сфере. Скотт был вынужден уйти в отставку с поста генерального директора Columbia/HCA в 1997 году. Во время его пребывания на посту компания неоднократно была отмечена в мошенничестве с медицинскими страховками Medicare, Medicaid и других федеральных программа. Министерство юстиции США выиграло 14 уголовных дел против корпорации, которая была оштрафована на 1,7 миллиарда долларов, что на тот момент было крупнейшим урегулированием дела о мошенничестве в сфере здравоохранения в истории США. Тем не менее, карьеры самого Скотта это не коснулось — после ухода из Columbia/HCA он стал венчурным капиталистом с другими бизнес-интересами.
В 2010 году Скотт был избран губернатором Флориды. На всеобщих выборах в ноябре он победил кандидата от демократов, Алекса Синка.
В 2014 году Скотт был переизбран на пост губернатора. В этот раз его противником и кандидатом Демократической партии был бывший губернатор-республиканец Чарли Крист.
6 ноября 2018 года на всеобщих выборах Скотт победил действующего сенатора Билла Нельсона.
20 апреля 1972 года Рик Скотт женился на своей школьной возлюбленной Фрэнсис Аннет Холланд. У супругов есть две дочери и шесть внуков.

## Губернатор Флориды

### Выборы 2010 года
9 апреля 2010 года Скотт выдвинул свою кандидатуру от Республиканской партии 2010 года на пост губернатора Флориды. Он баллотировался против кандидата от Демократической партии Алекса Синка.
Сьюзи Уайлс, бывший руководитель по связям с общественностью мэра Джексонвилля Джона Пейтона, работала руководителем кампании Скотта, а Тони Фабрицио был его главным социологом. 7 мая сообщалось, что кампания Скотта уже потратила 4,7 миллиона долларов на теле- и радиорекламу. Его первая видеореклама была размещена на YouTube 13 апреля.
Во время первичной кампании оппонент Скотта, Билл Макколлум, поднял вопрос о роли Скотта в Columbia/HCA. Скотт возразил, что ФБР никогда не преследовало его. Марк Капуто из Miami Herald утверждал, что законопроект 1998 года, спонсируемый Макколлумом, затруднил бы судебное преследование по делам о мошенничестве с Medicare и противоречил его нынешним взглядам и утверждениям. Скотт выиграл предварительные выборы в августе, набрав примерно 47 % голосов против 43 % Макколлума. К моменту дебатов между Скоттом и Синком в Тампе (25 октября 2010 г.) Скотт потратил на кампанию 60 миллионов долларов из своих собственных денег по сравнению с 28 миллионами долларов, заявленными Синком. Скотт проводил кампанию в рамках движения «Чаепитие».
Газета Fort Myers News Press процитировала Скотта, который сказал, что потратил на кампанию примерно 78 миллионов долларов из собственных денег, хотя по другим данным он потратил чуть более 75 миллионов долларов. Он выиграл всеобщие выборы, победив Синка примерно на 68 000 голосов, или 1,29 %. Рик Скотт вступил в должность 45-го губернатора Флориды 4 января 2011 года.

### Выборы 2014 года
В октябре 2011 года объявил, что будет баллотироваться на переизбрание в 2014 году. Его Комитет по политическим финансированию, давайте приступим к работе, собрал 28 миллионов долларов за свою кампанию по май 2014 года.
По состоянию на начало июня 2014 года Скотт с марта потратил почти 13 миллионов долларов на телевизионную рекламу с нападками на бывшего губернатора Чарли Криста, который тогда казался вероятным кандидатом от демократов и который в конечном итоге был номинирован. Реклама привела к ужесточению гонки, в основном из-за снижения рейтинга благосклонности Криста, в то время как рейтинг благосклонности Скотта не увеличился.
К концу сентября 2014 года расходы Скотта на телевизионную рекламу превысили 35 миллионов долларов, а в середине октября достигли 56,5 миллиона долларов по сравнению с 26,5 миллионами долларов у Криста. 22 октября сообщалось, что общие расходы Скотта превысили 83 миллиона долларов. Но при этом он ранее заявлял, что вложит в кампанию свои собственные деньги, которые, как предполагается, составляют до 22 миллионов долларов.
Крист надеялся заручиться решительной поддержкой более 1,6 миллиона зарегистрированных чернокожих избирателей Флориды, что было непросто, учитывая его предыдущую политическую карьеру республиканца. Опрос Университета Куиннипиак в сентябре 2014 года показал, что его поддержка среди чернокожих избирателей составила 72 %, что намного ниже 90 %, которые, по мнению аналитиков, были необходимы ему для победы над Скоттом.
Скотт и Крист встретились 15 октября во время дебатов, проведенных Флоридской ассоциацией прессы в Бровард-колледже. Скотт отказался выходить на сцену в течение семи минут, потому что у Криста под кафедрой был небольшой электрический вентилятор. Инцидент был назван «фангейтом» в таких СМИ, как Politico. 4 ноября 2014 года Скотт и Карлос Лопес-Кантера победили на всеобщих выборах у Криста и Аннет Таддео-Голдштейн, набрав 64 000 голосов. Кандидаты-либертарианцы Адриан Уилли и Грег Роу получили 223 356 голосов.

## Сенатор
В июле 2022 года вместе с сенаторами Рубио и Крамером внёс в Конгресс США законопроект о наложении санкций против страхователей танкеров, перевозящих топливо из России в Китай.